# Unterseeboot 638
L'Unterseeboot 638 ou U-638 est un sous-marin allemand (U-Boot) de type VIIC utilisé par la Kriegsmarine pendant la Seconde Guerre mondiale.
Le sous-marin est commandé le 20 janvier 1941 à Hambourg (Blohm & Voss) ; sa quille posée le 16 octobre 1941, il est lancé le 8 juillet 1942 et mis en service le 3 septembre 1942, sous le commandement de l'Oberleutnant zur See Oskar Staudinger.
Il coule d'une attaque de la Royal Navy, en mai 1943.

## Conception
Unterseeboot type VII, l'U-638 avait un déplacement de 769 tonnes en surface et 871 tonnes en plongée. Il avait une longueur totale de 67,10 m, un maître-bau de 6,20 m, une hauteur de 9,60 m et un tirant d'eau de 4,74 m. Le sous-marin était propulsé par deux hélices de 1,23 m, deux moteurs diesel Germaniawerft M6V 40/46 de 6 cylindres en ligne de 1 400 cv à 470 tr/min, produisant un total de 2 060 à 2 350 kW en surface et de deux moteurs électriques BBC GG UB 720/8 de 375 cv à 295 tr/min, produisant un total 550 kW, en plongée. Le sous-marin avait une vitesse en surface de 17,7 nœuds (32,8 km/h) et une vitesse de 7,6 nœuds (14,1 km/h) en plongée. Immergé, il avait un rayon d'action de 80 milles marins (150 km) à 4 nœuds (7,4 km/h; 4,6 milles par heure) et pouvait atteindre une profondeur de 230 m. En surface son rayon d'action était de 8 500 milles nautiques (soit 15 700 km) à 10 nœuds (19 km/h). 
L'U-638 était équipé de cinq tubes lance-torpilles de 53,3 cm (quatre montés à l'avant et un à l'arrière) qui contenait quatorze torpilles. Il était équipé d'un canon de 8,8 cm SK C/35 (220 coups) et d'un canon antiaérien de 20 mm Flak. Il pouvait transporter 26 mines TMA ou 39 mines TMB. Son équipage comprenait 4 officiers et 40 à 56 sous-mariniers.

## Historique
Il passe sa phase d'entraînement à la 5. Unterseebootsflottille jusqu'au 31 janvier 1943, puis entre en stade de combat dans la 9. Unterseebootsflottille.
L'U-638 quitte Kiel le 4 février 1943 pour sa première patrouille de guerre. Il opère dans l'Atlantique Nord, à l'est de Terre-Neuve. Alors que la bataille autour du HX-227 fait encore rage, l'U-608 repère le convoi ON-168 venant dans l'autre sens. Il est repoussé par l'escorte. Les autres sous-marins ne trouvent pas le convoi. L'U-638 endommage l'un des navires du convoi, qui est abandonné par son équipage, puis coulé cinq jours plus tard par l'U-468. Le sous-marin rentre à la base de La Pallice après 56 jours en mer.
L'U-638 prend de nouveau la mer le 20 avril 1943, sous le commandement du Kapitänleutnant Oskar Staudinger. Le groupe de combat (meute) rejoint le convoi ONS-5, qui avait appareillé de Liverpool le 21 avril en direction d'Halifax. Il est repéré par l'U-650 et attaqué une première fois le 28 avril. Il est à nouveau pris à partie par les U-Boote au terme d'une tempête le 3 mai. Il subit des pertes dans la nuit du 4 au 5 mai ; l'escorte navale parvient à repousser les attaques la nuit suivante, aidée notamment par le brouillard. 
Cette bataille marque un tournant: après les succès remportés en mars 1943 et l'interlude du mois d'avril, c'est le premier échec cuisant des U-Boote dans leur bataille contre les convois. Même sans aide aérienne, les groupes d'escorte sont en mesure de contrer les attaques sous-marines. L'avance technologique alliée (en particulier, les radars centimétriques que ne détectent pas alors les contre-mesures allemandes) renverse la situation.
Ce sera le dernier convoi à perdre plus d'une dizaine de navires. La supériorité alliée  empêchera de telles attaques massives de convoi. Le 5 mai à 14 h 0, l'U-638 torpille et coule un cargo à moteur britannique du convoi, à environ 445 miles à l'est-nord-est de Belle Isle. Trois membres d'équipage et un canonnier du cargo meurent dans l'assaut. Le commandant, cinquante-sept membres d'équipage et huit artilleurs sont secourus par l'HMS Sunflower (K41) (en) et déposés à Saint-Jean de Terre-Neuve.
À la suite de cette agression, le britannique Sunflower attaque et coule l'U-638 le même jour, au moyen de charges de profondeurs à la position 54° 12′ N, 44° 05′ O.
Les quarante-quatre membres d'équipage meurent rent dans cette riposte.

## Affectations
- 5. Unterseebootsflottille du 3 septembre 1942 au 31 janvier 1943 (Période de formation).
- 9. Unterseebootsflottille du 1er février 1943 au 5 mai 1943 (Unité combattante).

## Commandement
- Oberleutnant zur See Oskar Staudinger du 3 septembre 1942 au 8 décembre 1942.
- Kapitänleutnant Hinrich-Oscar Bernbeck du 9 décembre 1942 au 31 mars 1943.
- Kapitänleutnant Oskar Staudinger du 1er avril 1943 au 5 mai 1943.

## Patrouilles
|       | Commandant                    | Départ         | Départ     | Arrivée      | Arrivée    | Jours    | Succès   |
| ----- | ----------------------------- | -------------- | ---------- | ------------ | ---------- | -------- | -------- |
| 1     | Kptlt. Hinrich-Oscar Bernbeck | 4 février 1943 | Kiel       | 31 mars 1943 | La Pallice | 56 jours | 6 537    |
| 2     | Kptlt. Oskar Staudinger       | 20 avril 1943  | La Pallice | 5 mai 1943   | Coulé      | 16 jours | 5 507    |
| Total | Total                         | Total          | Total      | Total        | Total      | 72 jours | 12 044 t |

Notes : Kptlt. = Kapitänleutnant

### Opérations Wolfpack
L'U-638 opéra avec les Rudeltaktik (meute de loups) durant sa carrière opérationnelle.
- Burggraf (26–28 février 1943)
- Wildfang (28 février – 5 mars 1943)
- Raubgraf (7–15 mars 1943)
- Amsel 1 (3–5 mai 1943)

## Navire(s) coulé(s)
L'U-638 coula 1 navire marchand de 5 507 tonneaux et endommagea 1 navire marchand de 6 537 tonneaux au cours des 2 patrouilles (72 jours en mer) qu'il effectua.
| Date        | Nom          | Nationalité | Tonnage | Convoi | Fait      | Localisation         |
| ----------- | ------------ | ----------- | ------- | ------ | --------- | -------------------- |
| 7 mars 1943 | Empire Light | Royaume-Uni | 6 537   | ON-168 | Endommagé | 53° 57′ N, 46° 14′ O |
| 5 mai 1943  | Dollus       | Royaume-Uni | 5 507   | ONS-5  | Coulé     | 54° 00′ N, 43° 35′ O |